# Ајбентал
Ајбентал (рум. Eibenthal) или Тисове Удоли (чеш. Tisové Údolí) је насељено место у општини Дубова, жупанија Мехединци у Румунији. Према попису из 2021. има 212 становника.

## Етимологија
Назив села Ајбентал је немачког порекла, а добило га је по пространим шумама тисе којих данас нема.
- Румунски назив:
- Немачки назив:  (у преводу Долина тисе)
- Чешки назив:  (у преводу Долина тисе),  или
- Мађарски назив:  (у преводу Тисино дрво)

## Географија
Ајбентал се налази на крајњем западу Румуније у планинском делу историјске области Банат. Смештено је у уској долини потока Тисовица, леве притоке Дунава, на надморској висини од 400 метара.

## Историја
Ајбентал су основали чешки досељеници 1827. године током другог таласа досељавања чији је циљ био насељавање пограничних подручја Аустријског царства из војних разлога. Становништво које се овде настанило, дошло је са подручја Бохемије због чега су добили назив Пемци. Већина становника је дошло из Плзења, Клатовија, Часлава и Бероуна. Међу досељеницима било је и доста етничких Немаца, поготово из Плзења и Клатовија, али су се стопили са већинским чешким становништвом. 
Занимања мештана Ајбентала су углавном била везана за дрвну индустрију и рударство, која су били главни извори прихода. Због неповољних економских услова након револуције 1989. године, миграције младих у градове и Чешку што је за последицу имало убрзано старење становништва, село је почело нагло да пропада.

## Становништво
| 1992. | 2002. | 2011. | 2021. |
| ----- | ----- | ----- | ----- |
| 375   | 308   | 249   | 212   |

Ајбентал је према попису из 2021. имао 212 становника што је за 37 мање (-14,86%) у односу на попис из 2011. када је у насељу било 249 становника.
Према попису из 2011. већину становништва су чинили Чеси (78,71%), а од мањина је највише било Румуна (14,86%). Поред Нове Бање, једино је чешко насеље у жупанији Мехединци.
| Етнички састав према попису из 2011.‍ | Етнички састав према попису из 2011.‍ | Етнички састав према попису из 2011.‍ | Етнички састав према попису из 2011.‍ | Етнички састав према попису из 2011.‍ |
| ------------------------------------ | ------------------------------------ | ------------------------------------ | ------------------------------------ | ------------------------------------ |
|                                      |                                      |                                      |                                      |                                      |
| Чеси                                 | Чеси                                 |                                      | 196                                  | 78,71%                               |
| Румуни                               | Румуни                               |                                      | 37                                   | 14,86%                               |
| Немци                                | Немци                                |                                      | 2                                    | 0,80%                                |
| Украјинци                            | Украјинци                            |                                      | 1                                    | 0,40%                                |
| Непознато                            | Непознато                            |                                      | 13                                   | 5,22%                                |